# Hyphydrus agnitus
Hyphydrus agnitus är en skalbaggsart som beskrevs av Guignot 1952. Hyphydrus agnitus ingår i släktet Hyphydrus och familjen dykare. Inga underarter finns listade i Catalogue of Life.